# Egy ország – két rendszer

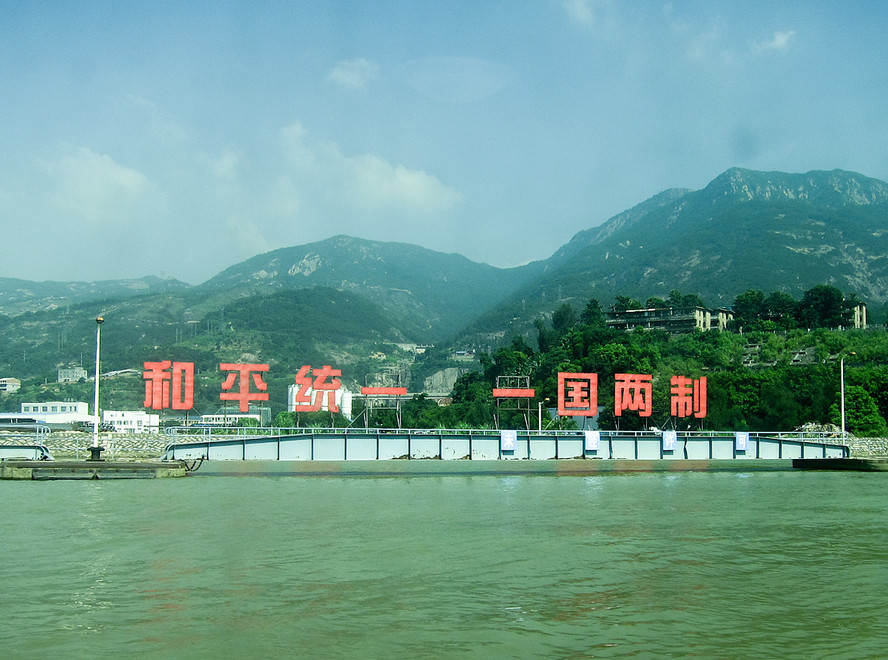
A politikai elvet népszerűsítő óriási propagandafelirat Hsziamen (Xiamen) (Kína) partjainál. A felirat a Kinmen-szigetek (Kínai Köztársaság) felé néz. ("Békés újraegyesítés. Egy ország, két rendszer.")

Az egy ország – két rendszer elv az 1980-as években Teng Hsziao-ping (Deng Xiaoping), a Kínai Népköztársaság legfőbb vezetőjének elve volt. Javaslata szerint egyetlen Kína létezne, de az olyan területek, mint Hongkong, Makaó és Tajvan megőriznék saját kapitalista gazdasági és politikai rendszerüket, míg Kína többi részén a sajátos kínai szocialista rendszert alkalmazzák. A három régió önálló politikai, jogi, gazdasági és pénzügyi viszonyokkal rendelkezne, beleértve a külföldi országokkal fenntartott kereskedelmi és kulturális kapcsolatokat is, Tajvan is fenntarthatná saját katonai haderejét.

## Hongkong és Makaó
Az „egy ország – két rendszer” elvet Teng Hsziao-ping (Deng Xiaoping) 1984-ben vetette föl Margaret Thatcher brit miniszterelnök asszonynak egy Hongkong jövőjéről szóló megbeszélésen. Ugyanezt Portugália felé is megtette Makaóval kapcsolatban. Az elv lényege, hogy az újraegyesítés után mind a brit uralom alatt álló Hongkong, mind pedig a Portugália által irányított Makaó jelentős önállóság mellett megtarthatná fejlett rendszerét legalább 50 éven át. Hogy 2047 (Hongkong) illetve 2049 (Makaó) után mi fog történni, arról nyilvánosan még nem esett szó.

## Kínai Köztársaság/Tajvan
A rendszert a kínai kormánynak is felajánlották Tajvannal kapcsolatban, azonban a javaslatot a kormány elutasította. Tajvan haderejét érintően külön javaslatok is készültek. Tajvan főbb pártjai erősen ellenezték az „egy ország – két rendszer” ötletét. Némelyikük ehelyett „egy ország – két kormány” változatot javasolt, mely a Kínai Kommunista Párt ellen irányult, mások szerint pedig az „egy ország – két rendszer” formációban az „egy országnak” Kína helyett a Kínai Köztársaságnak kellene lennie.

## A tibeti javaslat
A 14. dalai láma 2005-ben hasonló ötlettel állt elő, hogy Tibet részére magas szintű autonómiát biztosítson. Szerinte javaslata elfogadható Kína számára, mivel az „egy ország – két rendszer” illeszkedik a kínai alkotmányba. A kínai állam elutasította a javaslatot. Állításuk szerint az elv Hongkong és Makaó kapitalista rendszerére lett kitalálva, mely rendszer Tibetben sosem létezett.